# كأس ويلز 1879–80
كأس ويلز 1879–80 (بالإنجليزية: 1879–80 Welsh Cup)‏ هو موسم من كأس ويلز. فاز فيه Cefn Druids A.F.C. ‏.